# Iosif Boroş
Iosif Boroş   (Săcele, 19 de març de 1953) és un jugador d'handbol romanès, ja retirat, que va competir durant les dècades de 1970 i 1980.
El 1980 va prendre part en els Jocs Olímpics d'Estiu de Moscou, on guanyà la medalla de bronze en la competició d'handbol. Hi va jugar sis partits i marcà quinze gols. Quatre anys més tard, als Jocs de Los Angeles, guanyà novament la medalla de bronze. Hi va jugar sis partits i hi marcà catorze gols.
A nivell de clubs jugà al HC Minaur Baia Mare i des de 1990 ho va fer a Espanya.